# Vári (Sýros)
Vári (grec moderne : Βάρη) est une localité située dans le dème de Sýros-Ermoúpoli, dans le district régional de Sýros, dans la périphérie des Cyclades, en Grèce.
Selon le recensement de 2021, elle compte 1 651 habitants.